# شبیه‌ساز دوست‌یابی
شبیه‌ساز دوست‌یابی (انگلیسی: Dating sim)، شبیه‌ساز ملاقات یا بازی‌های شبیه‌سازی عاشقانه (恋愛シミュレーションゲーム ren'ai shimyurēshon gēmu) زیر شاخه‌ای از بازی‌های ویدئویی شبیه‌سازی همراه با عناصر عاشقانه می‌باشند. شبیه‌سازهای دوست‌یابی نمایش دیداری مشابهی با رمان‌های تصویری دارند، ولی آنها ژانرهای متمایزی هستند. شبیه‌سازه‌های دوست‌یابی تا حد زیادی به آمار وابسته هستند، درحالی‌که رمان‌های تصویری بر بیان داستان شاخه‌ای تمرکز دارند. با این‌حال، اصلاح "dating sim" در غرب، به یک اصطلاح عمومی برای بازی‌های عاشقانه (恋愛ゲーム, ren'ai games) تبدیل شده‌است.
شبیه‌سازهای دوستیابی اغلب دارای دیالوگ‌های سنگین هستند و بر مدیریت زمان تمرکز می‌کنند. بازیکن باید با یک یا چند شخصیت دوست شود، با دقت رابطه برقرار کند و آن رابطه را حفظ کند. گیم‌پلی بازی تا حد زیادی به آمار وابسته‌است. این بازی‌ها همچنین اغلب شامل افزایش آمار هستند که نشان‌دهنده مهارت‌های بازیکن بوده و می‌تواند با ژانرهای دیگر ترکیب شود. مجموعه‌هایی مانند جنگ‌های ساکورا و پرسونا، گیم‌پلی نقش‌آفرینی را با گیم‌پلی شبیه‌سازهای دوستیابی ترکیب می‌کنند.